# Eckhart Hellmuth
Eckhart Hellmuth (* 10. August 1946 in Lüneburg) ist ein deutscher Historiker. Er ist emeritierter Professor für die Geschichte Westeuropas der Ludwig-Maximilians-Universität München.

## Leben
Eckhart Hellmuth promovierte 1980 an der Universität Trier, wo er auch seine Habilitation erlangte. Von 1983 bis 1985 hielt er sich als Feodor-Lynen-Fellow am Christ Church College der University of Oxford auf. Anschließend war er von 1985 bis 1993 am Deutschen Historischen Institut London tätig. Bis 2011 lehrte er als Professor für die Geschichte Westeuropas mit besonderer Berücksichtigung der Frühen Neuzeit an der Ludwig-Maximilians-Universität München. Sein Forschungsschwerpunkt liegt bei der deutschen und englischen Geschichte des 17. und 18. Jahrhunderts.
Eckhart Hellmuth lebt mit seiner Frau in Eichenau.

## Schriften (Auswahl)
- Naturrechtsphilosophie und bürokratischer Werthorizont. Studien zur preußischen Geistes- und Sozialgeschichte des 18. Jahrhunderts. Göttingen 1985, ISBN 3-525-35394-4.
- als Herausgeber: The transformation of political culture. England and Germany in the late eighteenth century. Oxford 1990, ISBN 0-19-920501-9.
- als Herausgeber mit Reinhard Stauber: Nationalismus vor dem Nationalismus? Hamburg 1998, ISBN 3-7873-1218-8.
- als Herausgeber mit Immo Meenken und Michael Trauth: Zeitenwende? Preußen um 1800. Stuttgart-Bad Cannstatt 1999, ISBN 3-7728-2014-X.
- als Herausgeber mit Hans-Peter Bayerdörfer: Exotica. Konsum und Inszenierung des Fremden, Münster 2003.
- als Herausgeber mit Ulrich Broich, H.T. Dickinson und Martin Schmidt: Reactions to Revolutions. The 1790s and their Aftermath, Berlin 2007.